# Tænker altid på dig
"Tænker altid på dig" ("Sempre a pensar em ti") foi a canção escolhida para representar a Dinamarca no Festival Eurovisão da Canção 1980, cantada em dinamarquês pela banda Bamses Venner. A referida canção tinha letra de Flemming 'Bamse' Jørgensen e música de Bjarne Gren Jensen.
A canção fala-nos de um homem que separa de um seu amigo (está implícito um amante) e que diz que nunca se esquecerá dele, ou seja um amor gay implícito. Foi uma inovação, pois foi a primeira abordagem a um amor homossexual mesmo que implícito no Festival Eurovisão da Canção, tema ainda tabu, nessa época. Os quatro elementos da banda envergaram suspensórios e blusas com riscas azuis e vermelhas.
Bamses Venner foram os sétimos a cantar no evento, a seguir à canção italiana "Non so che darei e antes da canção sueca "Just nu!. A canção terminou em 14º lugar e recebeu 14 pontos.